# Giurgiului

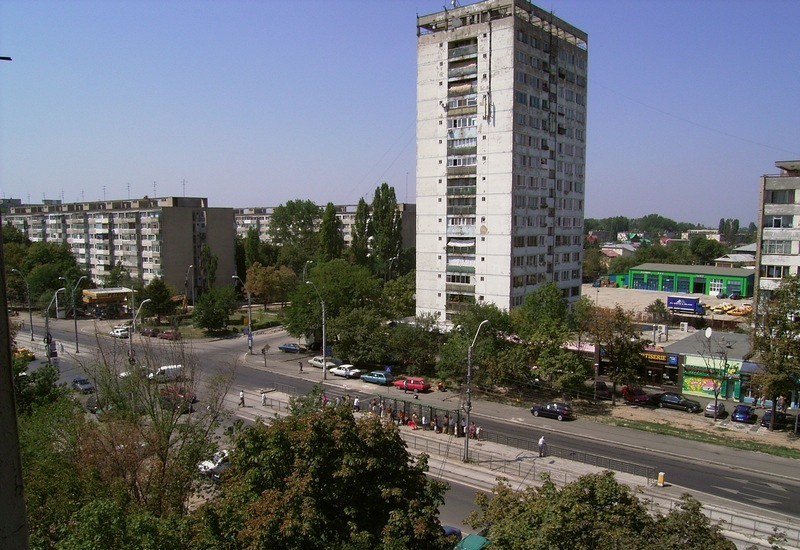
L'estació de tramvia Toporaşi a Giurgiului

Giurgiului (pronunciat en romanès: [ˈDʒjurdʒjuluj]) és un barri de la part sud de la capital romanesa Bucarest, a prop de Berceni i Ferentari. Igual que Berceni, Giurgiului té un munt de blocs de 10 plantes que es van construir sota el domini comunista a partir del 1959-1964. La població estimada és d'entre 30.000 i 40.000. Abans que els comunistes iniciessin el seu programa de construcció massiu, Giurgiului era un poble agrícola. Després de 1948 el poble es va afegir a la zona de la ciutat. Uns anys més tard, al sud del barri, es va construir una fàbrica de canonades juntament amb una central elèctrica, CET Berceni.
Giurgiului té un cementiri, que inclou un memorial a uns 300 refugiats jueus que havien navegat des de Romania a bord de la goleta Mefküre i que van morir quan un submarí soviètic va enfonsar el vaixell l'agost de 1944.

## Història
Com es va esmentar abans, la zona es va situar al principi a la carretera cap a la ciutat de Giurgiu, homònima del barri. La zona estava formada per petites granges, camps agrícoles i cases.
El govern comunista va insistir en un programa de modernització de la zona, utilitzant les zones poc poblades de Bucarest (inclosa Berceni) per construir moderns edificis d'apartaments. El pla de ruta del tronc nord-sud consistia a construir a la secció sud d'aquesta ruta diversos edificis d'apartaments. Així, es detallen a continuació els inicis de l’actual urbanització Giurgiului:
- 1958: s'acaben els edificis d’habitatges dels treballadors de l’IDEB i dels treballadors de les obres, situats a prop del cementiri jueu.
- 1959: comencen les obres de construcció dels blocs d’apartaments de 5 escales i el mercat Progresul també s'inclou en aquest programa, finalitzant-se a finals de 1960-principis de 1961.
- 1962: També comencen les obres de construcció d’una altra fila de blocs de pisos de 5 escales, en aquest moment ja s'acaben les obres de construcció de l’últim bloc de pisos que es va iniciar la construcció el 1959.
- 1963: Comencen les obres de construcció de blocs de torre d’11 pisos, blocs d’apartaments amb 5 a 6 escales i blocs de pisos de 7 pisos.
- 1968: cap a aquesta època, s'acaben totes les obres de construcció dels edificis d’apartaments originals del programa de modernització original.
- 1971: a la propera urbanització Berceni, comencen les obres de construcció dels edificis prefabricats de 4 plantes.
- 1972: Comencen les obres de construcció dels edificis d’apartaments prefabricats de 10 plantes (de 2 a 5 escales).
- 1977: Més cap al sud, on es troben els edificis d’habitatges IDEB, comença la construcció de grans edificis d’apartaments de 10 plantes amb 4 a 7 escales. Els sorprèn el terratrèmol de Vrancea, que obliga les autoritats a tancar temporalment les obres per tal de reformar-les sísmicament, juntament amb altres edificis del barri. En acabar els primers edificis, les persones que van quedar sense llar pel terratrèmol es traslladen a aquests blocs d’apartaments, un moviment que s'estendrà fins a principis de 1978.
- 1979: s'acaba la construcció de tots aquests edificis esmentats anteriorment.
- 1986: Comencen les obres de construcció d’un grup d’edificis d’apartaments prefabricats de 8 pisos, situats més al nord, a prop de l'estació de metro de Pieptănari.
- 1989: per la revolució de desembre de 1989, la majoria d’aquests edificis de vuit pisos ja estaven acabats, tot i que encara no n’hi ha un parell.
- 1990: Després de finalitzar els darrers edificis de vuit pisos, es tanquen totes les obres de la urbanització Giurgiului.

Des del punt de vista arquitectònic, els edificis estan normalitzats, però sobretot en els edificis dels anys seixanta, hi ha una notable influència modernista occidental, típica de les urbanitzacions romaneses construïdes en aquesta època. El barri també es va dissenyar per oferir molt d’espai per a la vegetació i els edificis es distribueixen de manera que la peça central de la urbanització sigui la torre situada prop de Toporași, un dels pocs blocs construïts a l’època respectiva. Els planificadors responsables de la construcció de la urbanització van ser Mircea Bercovici, Constantin Gherghiceanu i Cleopatra Alifanti.

## Transport
El barri té una bona xarxa de transport, tot i que no està totalment atès pel metro de Bucarest, sent l'estació més propera Eroii Revoluției. Les rutes 7 i 25 del tramvia STB connecten Giurgiului amb el centre de la ciutat, i la ruta 19 la connecta amb la urbanització Titan. Les línies d’autobús STB 102, 116 i 323 connecten el barri amb altres punts de Bucarest. Giurgiului té un CFR estació de ferrocarril a la línia que uneix Bucarest amb el Danubi port de Giurgiu, més a sud cap a Jilava, però, es troba tancat. La carretera Giurgiului que passa pel mig del barri és una ruta important cap a Giurgiu i Bulgària.